# Maksim Shatskix
Maksim Aleksandr oʻgʻil Shatskix (usbekisch Максим Александр ўғил Шацких; russisch Максим Александрович Шацких Maxim Alexandrowitsch Schazkich; UEFA-Transkription Maksim Shatskikh; * 30. August 1978 in Taschkent, Usbekische SSR, UdSSR) ist ein usbekischer ehemaliger Fußballspieler.

## Karriere

### Im Verein
Der Stürmer spielte seit Beginn der Saison 1998/99 beim ukrainischen Spitzenverein Dynamo Kiew und seit 1999 in der usbekischen Nationalmannschaft, wo er Rekordtorschütze ist. Zuvor spielte er bei Baltika Kaliningrad. Kiew holte ihn als Ersatz für Andrij Schewtschenko, weswegen er in seiner Heimat Usbekistan auch als „Schewtschenko“ bezeichnet wird. Mit Dynamo Kiew gewann er fünf Meistertitel und wurde dabei auch zwei Mal Torschützenkönig der Liga. 2009 wechselte er zum kasachischen Verein Lokomotive Astana, wo er zum Vizemeister wurde. 2010 kehrte er in die Ukraine zu Arsenal Kiew zurück. In der Winterpause 2012/13 wechselte er ligaintern zu Tschornomorez Odessa.
Nach der Saison 2007/08 hat Shatskix 97 Tore in der ukrainischen Liga erzielt, was ihn zum zweitbesten Torschützen in der Geschichte der Liga macht. Nur Sergej Rebrow steht mit seinen 123 Toren noch vor ihm.

### Nationalmannschaft
Mit der usbekischen Nationalmannschaft scheiterte Shatskix in der Qualifikation zur Weltmeisterschaft 2006 nur knapp an Bahrain. Die Usbeken spielten in ihrer Hauptstadt Taschkent nur 1:1 und kamen in Bahrain nicht über ein 0:0 heraus, was das Ausscheiden bedeutete. Bahrain, allerdings, schied dann gegen Trinidad und Tobago aus.
Während der Qualifikation zur Fußballweltmeisterschaft 2010 erzielte Shatskix im Oktober 2007 beim 9:0-Erfolg gegen Taiwan fünf Tore in einem Spiel.

## Erfolge
Verein
- Ukrainische Meisterschaft: 1999/2000, 2000/01, , 2002/03, 2003/04, 2006/07
- Ukrainischer Pokal: 1999/2000, 2002/03, 2004/05, 2005/06, 2006/07
- Ukrainischer Superpokal: 2004, 2006, 2007
- GUS-Pokal: 2002
- Channel One Cup: 2008
- Teilnahme an einer Fußball-Asienmeisterschaft: 2000 (3 Einsätze), 2007 (3 Einsätze/3 Tore)

Persönliche Auszeichnungen
- Fußballer des Jahres in Usbekistan: 2003, 2005, 2006, 2007
- Torschützenkönig der ukrainischen Liga: 1999/2000, 2002/03
- Rekordtorschütze der usbekischen Nationalmannschaft